# Бурячок, Андрей Андреевич
Бурячок Андрей Андреевич (24 августа 1925, с. Ошив Хрубешевского повята, ныне Польша — 14 сентября 2008) — советский языковед. Доктор филологических наук (1984).

## Биография
Окончил Львовский университет, работает в Институте украинского языка НАНУ.
Работал в 1954—1957 в Киевском педагогическом институте; с 1957 — в Институте языкознания НАН Украины; с 1991 — ведущий научный сотрудник Института украинского языка НАН Украины.
Одновременно (с 1993) — профессор Духовной академии УПЦ Киевского патриархата.
Делегат учредительной конференции ГПУ (сентябрь 1990, г. Теребовля).

## Научная деятельность

### Автор
труды по лексикологии, лексикографии, диалектологии:
- «Названия родства и свойства в украинском языке» (1961),
- «Формирование общего фонда социально-политической лексики восточнославянских языков» (1983).

### Редактор, соавтор, составитель
- «Словарь украинского языка» в 11 томах (т. 1, 1970; т. 4, 1973; т. 10, 1979; Государственная премия СССР, 1983) — один из редакторов
- «Словарь украинских рифм» (1979) — соавтор (с И. Гуриным).
- «Справочник по украинскому правописанию» (3-е изд. — 1984) — один из составителей.
- «Российско-украинского словаря для военных» (1995) — соавтор и один из редакторов.
- «Словарь синонимов украинского языка» (т. 1-2, 1999—2000) — соавтор и один из редакторов.

### Руководитель рабочей группы
- Руководитель рабочей группы по подготовке 3-го (1990) и 4-го (1993) изданий «Украинского правописания» и др.

### Составитель словарей
- «Орфографический словарь украинского языка» (1996, 2002),
- «Украинско-российский словарь» (2000),
- «Орфографический словарь ученика» (2001),
- «Российско-украинский транслитерированный словарь собственных имен и самых распространенных фамилий» (2001) и др.